# بایو-لی‌وک
بایو-لی‌وک (به فرانسوی: Bailleau-l'Évêque) یک کمون (فرانسه) در فرانسه است که در canton of Mainvilliers واقع شده‌است. بایو-لی‌وک ۱۹٫۶۸ کیلومتر مربع مساحت دارد ۱۵۹ متر بالاتر از سطح دریا واقع شده‌است.